# Hell József Károly
Hell József Károly (Szélakna, 1713. május 15. – Selmecbánya, 1789. március 11.) magyar bányafőgépmester, a bányagépesítés úttörője.

## Élete

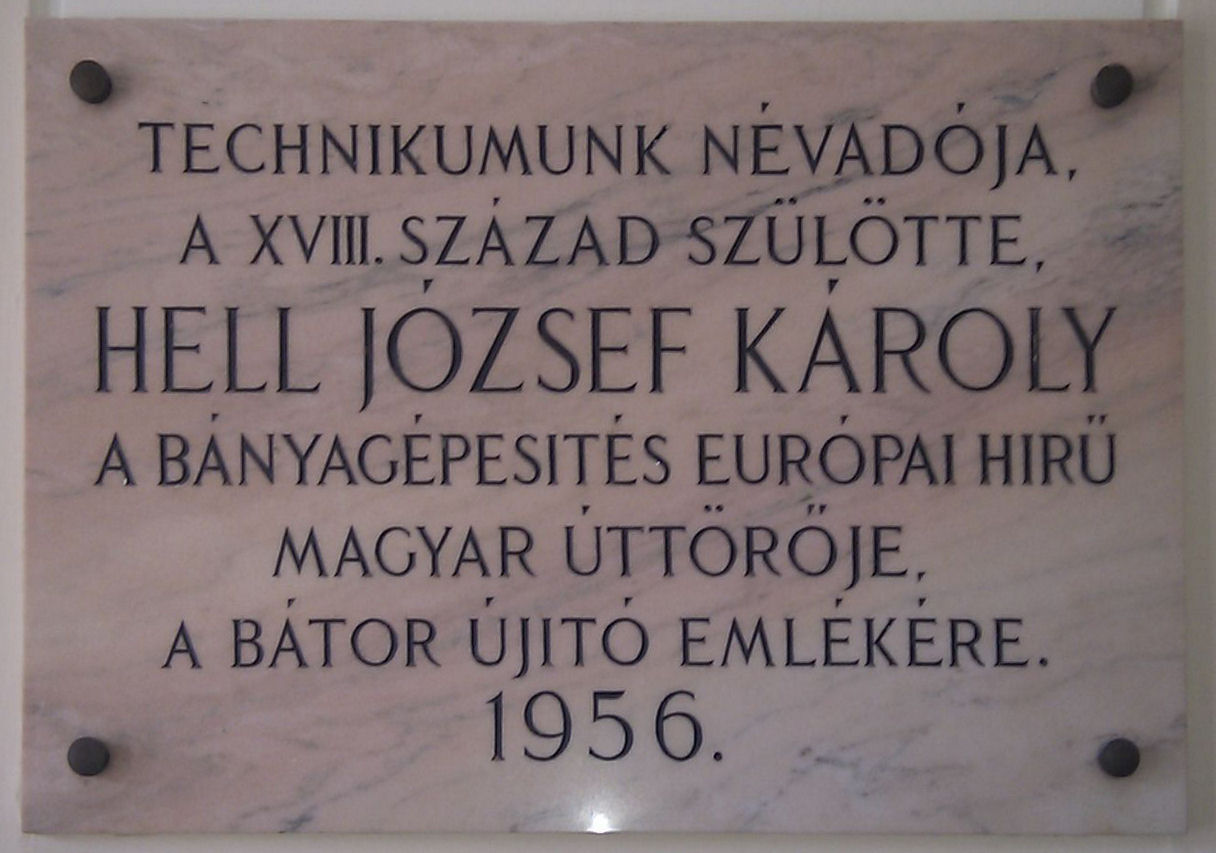
Emléktáblája Esztergomban

A gépészet alapismereteit apja, Hell Máté Kornél segítségével ismerte meg. A selmeci bányatisztképző intézetben Mikoviny Sámuel előadásait hallgatta hidraulikai és mechanikai témákban (1735). Legelső találmánya 1753-ban lépett működésbe, és egy új megoldású, himbás, szekrényes vízemelőgép volt. Ennél is jelentősebb volt a vízoszlopos gépe, amelyet 1749-ben állított fel. Az 1753-ban, Selmecbányán működésbe lépett találmánya, egy léggép (machina hydraulica pneumatica) először használt vízemelés céljából sűrített levegőt. Hell léggépe a kőolajbányászat területén napjainkban is használt gázlift (airlift) előfutárának tekinthető. 1758-tól használt tűzgépe az 1722-ben az angol nemzetiségű Potter találmányának tökéletesített változata volt. 1756-ban üzembe helyezte szellőztetőgépét, majd 1766-ban felállította 35 nyilas zúzóművét. A bányagépesítési témák mellett jártas volt a haditechnikában is.

## Művei
- Berechnung der Luftmaschine… (Bécs, 1771)